# Mingora
Mingora (urdu: مینگورہ, paszto: مینګورہ) – miasto w północnym Pakistanie, w Chajber Pasztunchwa, w Hindukuszu, na północny wschód od Peszawaru. Około 236 tys. mieszkańców.

## Znane osoby pochodzące z Mingory
- Malala Yousafzai (1997–) - działaczka, laureatka Pokojowej Nagrody Nobla za 2014 r.